# 荷物 (日本郵便)
荷物（にもつ）は、郵政民営化以後、及び日本郵便株式会社により提供されている郵便に含まれない運送サービスのこと。本項では、日本郵政公社が内国郵便物の一種として提供していた旧小包郵便物の後継サービスについて記述する。
同社における「荷物」扱いのサービス（ゆうパック、ゆうパケット、ゆうメール、クリックポスト）は、第一種郵便物とは違い、信書の送達に利用することは出来ない。なお、荷物を送る場合に添付できる信書については手紙#郵便法における信書を参照。

## 概要
郵政民営化により、郵便法第14条（郵便物の種類）から「小包郵便物」が削られ、日本郵便株式会社の目的である「郵便の業務」は、内国郵便においては従来の通常郵便物に限られることとなった。国際郵便に関しては、民営化前後を通じて郵便法第11条の規定（郵便に関し条約に別段の定のある場合には、その規定による。）に基づき万国郵便条約等を根拠としているため第16条改正の影響は受けず、現在も小包郵便物等の取扱いがある。→郵便物#国際郵便物も参照。
従来の小包郵便物に相当する業務は、日本郵便株式会社法第4条第3項に定める総務大臣に届出して行う目的外業務とされ、実際には郵政民営化法第73条の規定に基づき、内閣総理大臣及び総務大臣の認可を受けた「日本郵政公社の業務等の承継に関する実施計画」（承継計画）において「国内貨物運送に関する貨物自動車運送事業及び貨物利用運送事業に係る業務並びにこれらに附帯する業務であって、宅配便及びメール便の業務に相当するもの」として整理された。これにより、国内の郵便小包は愛称だった「ゆうパック」に正式に改称され、ヤマト運輸「宅急便」や佐川急便などの他社宅配便と同じ扱いになった。
この事業は、承継計画においては「国内物流事業」と呼称されたが、その運送約款は標準宅配便運送約款等に準じて定められ、その中で「荷物」の語が使用されていることから、旧小包郵便物の後継サービスは総称して「荷物」と呼ばれている。
もっとも、小包という名称は一般に広く認知されているため、現在でもゆうパックは「小包」と呼ばれることがある。

## サービス一覧
日本郵便では次のようなサービスを提供している。なお、各約款では運賃の適用に応じサービスを定義しており、たとえば空港ゆうパック運賃が適用される荷物を「空港ゆうパック」と称している。
- ゆうパック約款により規定されているもの
  - ゆうパック（通称：一般ゆうパック[3]、旧称：一般小包郵便物）
    - ゴルフゆうパック（旧称：ゴルフ小包郵便物）
    - スキーゆうパック（旧称：スキー小包郵便物）
    - 空港ゆうパック（旧称：空港小包郵便物）
    - 聴覚障害者用ゆうパック（旧称：聴覚障害者用小包郵便物）
    - 点字ゆうパック（旧称：点字小包郵便物）
- ゆうパケット約款により規定されているもの
  - ゆうパケット
    - 大口利用向け（旧称：追跡ゆうメール）
    - 小口利用向け（ポスパケットのサービスを継承したもの）

  - ゆうメール（旧称：冊子小包郵便物）
    - 心身障害者用ゆうメール（旧称：心身障害者用冊子小包郵便物）

  - クリックポスト

### 終了
- エクスパック約款により規定されていたもの
  - エクスパック（愛称：EXPACK500、旧称：定形小包郵便物）
  - ポスパケット（旧称：簡易小包郵便物）